# 区田法
区田法，又称区种法，中国汉代出现的一种耕种方法。在田地中挖穴或开沟，称为区，把农作物种在带状低畦或方形浅穴内的一种园艺式的农作法。
在土地精耕细作的基础上，开挖带状低畦或方形浅穴，在区中点播密植作物，然后区在内增施肥料，调和土壤，增强土壤蓄水保墒保肥的能力。在区内实行点播和适当密植，保证全苗，加强中耕除草和及时灌溉，在小面积的土地上集中使用人力物力，精耕细作，旱涝保收，提高单位面积产量，达到少种而多收。汉成帝时，汜胜之为议郎，曾以轻车使者的名义在三辅（京兆尹、右扶风、左冯翊）提倡种麦，获得丰收。他总结三辅地区的农业生产经验，在赵过推广代田法的基础上，发展为区田法。反映了西汉农业技术水平的提高，但技术要求高，耗费人力物力多，不能普遍推广。